# Joseph Cable
Joseph Cable (* 17. April 1801 im Jefferson County, Nordwestterritorium; † 1. Mai 1880 in Paulding, Ohio) war ein US-amerikanischer Politiker. Zwischen 1849 und 1853 vertrat er den Bundesstaat Ohio im US-Repräsentantenhaus.

## Werdegang
Joseph Cable wurde 1801 im Nordwestterritoriums geboren, das später an den Staat Ohio fiel. Er besuchte die öffentlichen Schulen seiner Heimat. Nach einem anschließenden Jurastudium und seiner Zulassung als Rechtsanwalt begann er im Jefferson County in diesem Beruf zu arbeiten. Im Jahr 1831 gab er in Steubenville die Zeitung Jeffersonian and Democrat heraus. Später wurde er Verleger der Zeitung Ohio Patriot, die in New Lisbon erschien. Politisch schloss er sich der Demokratischen Partei an.
Bei den Kongresswahlen des Jahres 1848 wurde Cable im 17. Wahlbezirk von Ohio in das US-Repräsentantenhaus in Washington, D.C. gewählt, wo er am 4. März 1849 die Nachfolge von George Fries antrat. Nach einer Wiederwahl konnte er bis zum 3. März 1853 zwei Legislaturperioden im Kongress absolvieren. Diese Zeit war von den Diskussionen um die Frage der Sklaverei bestimmt. Unter anderem wurde der von US-Senator Henry Clay eingebrachte Kompromiss von 1850 verabschiedet.
1852 verzichtete Cable auf eine weitere Kandidatur. Im Jahr darauf zog er nach Sandusky, wo er die Zeitung Daily Sandusky Minor herausgab. Seit 1857 verlegte er in verschiedenen anderen Städten in Ohio Zeitungen. Er starb am 1. Mai 1880 in Paulding, wo er auch beigesetzt wurde. Sein Urenkel John L. Cable (1884–1971) wurde ebenfalls Kongressabgeordneter.